# NGC 1387
NGC 1387 је елиптична галаксија у сазвежђу Пећ која се налази на NGC листи објеката дубоког неба.
Деклинација објекта је - 35° 30' 21" а ректасцензија 3h 36m 57,2s. Привидна величина (магнитуда) објекта NGC 1387 износи 10,8 а фотографска магнитуда 11,8. Налази се на удаљености од 19.000 милиона парсека од Сунца. NGC 1387 је још познат и под ознакама ESO 358-36, MCG -6-9-7, IRAS 03350-3540, FCC 184, PGC 13344.